# Chìa vôi khoang châu Phi
Chìa vôi khoang châu Phi (tên khoa học Motacilla aguimp) là một loài chim trong họ Chìa vôi.
Loài chim này được tìm thấy ở Angola, Bénin, Botswana, Burkina Faso, Burundi, Cameroon, Cộng hòa Trung Phi, Tchad, Cộng hòa Dân chủ Congo, Cộng hòa Congo, Bờ Biển Ngà, Ai Cập, Guinea Xích Đạo, Eritrea, Ethiopia, Gabon, Gambia, Ghana, Guinea, Guinea-Bissau, Kenya, Lesotho, Liberia, Malawi, Mali, Mauritanie, Mozambique, Namibia, Niger, Nigeria, Rwanda, Senegal, Sierra Leone, Somalia, Nam Phi, Sudan, Swaziland, Tanzania, Togo, Uganda, Zambia, vàd Zimbabwe.
Các môi trường sinh sống tự nhiên của nó là đồng cỏ đất thấp ngập nước hoặc ẩm ướt, sông, đầm lấy nước ngọt luân phiên ngập nhiệt đới và cận nhiệt đới.

## Hình ảnh

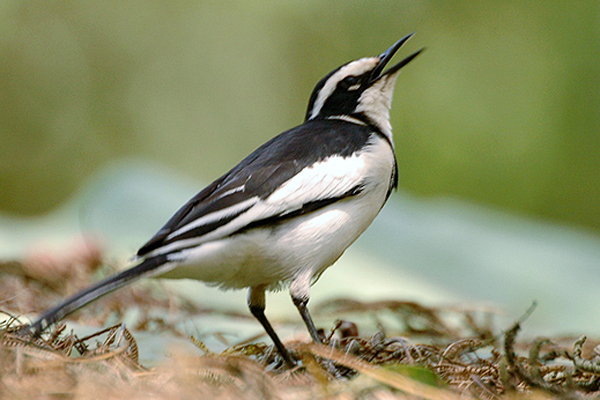
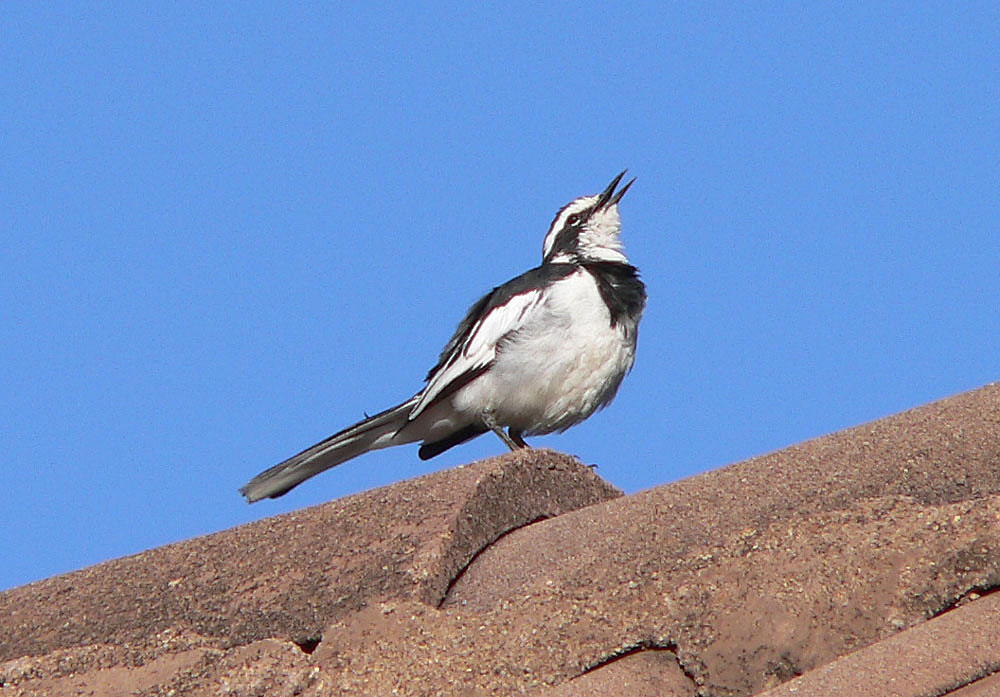
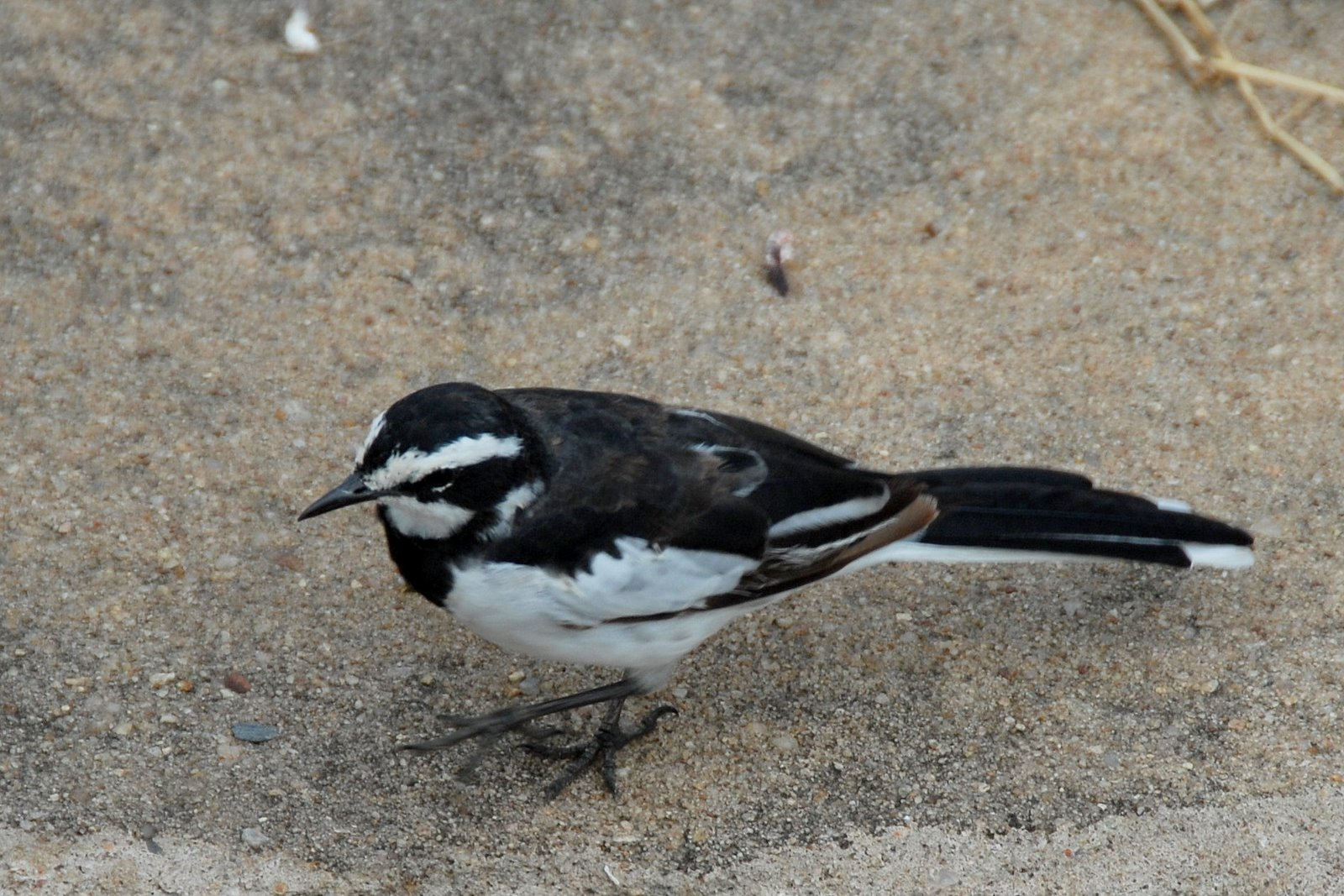
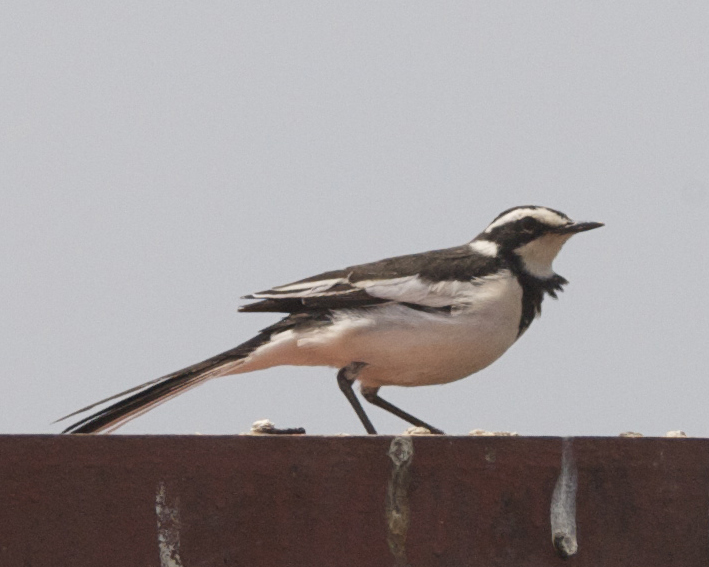
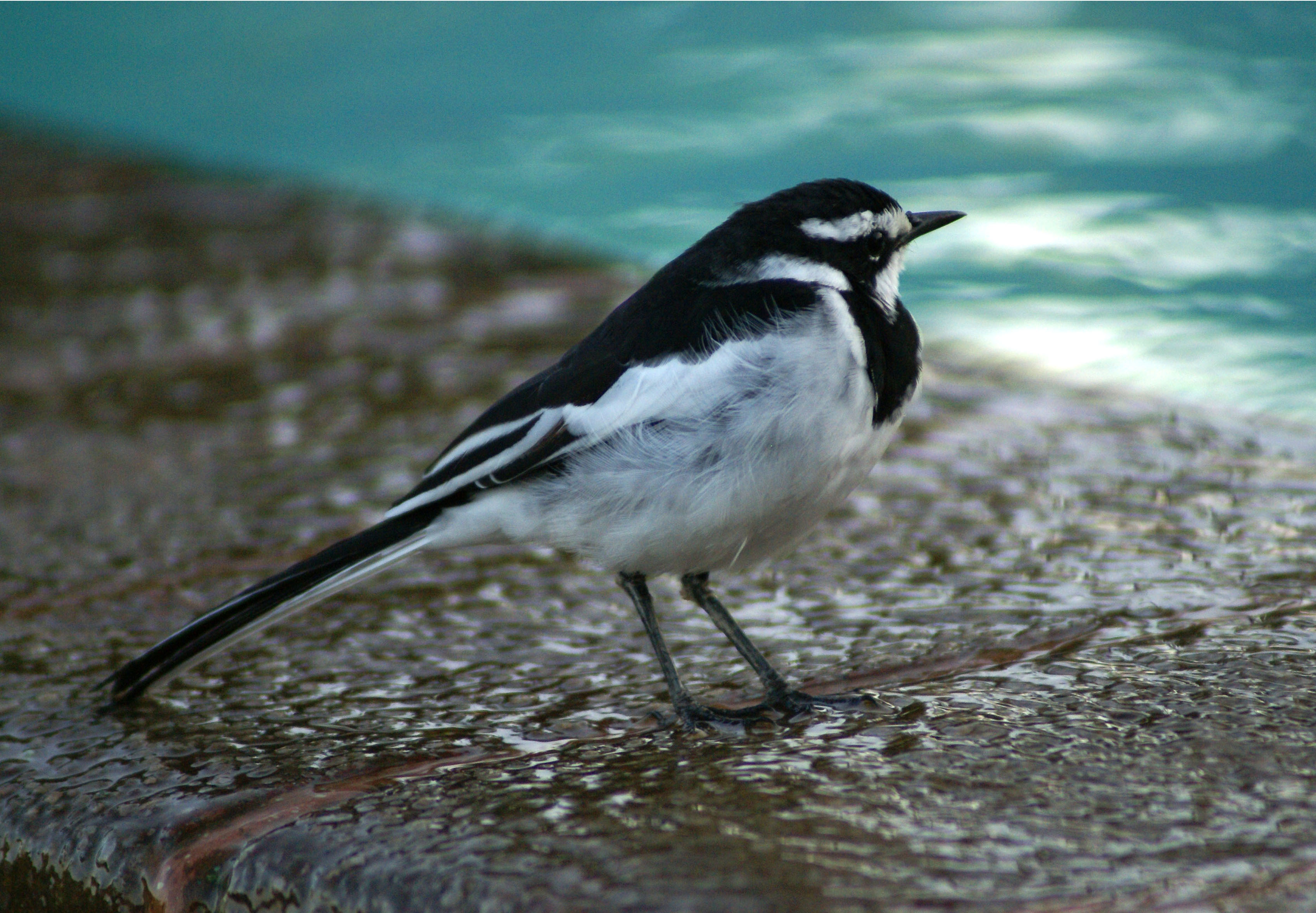